# Российский центр науки и культуры в Вашингтоне
Российский центр науки и культуры, называемый также Русский культурный центр (англ. The Russian Cultural Centre) - организация, являющаяся частью дипломатического представительства Российской Федерации в столице Соединённых Штатов Америки - Вашингтоне . Центр является представительством Россотрудничества в США.

## Деятельность центра
Деятельность центра направлена на поддержку международного сотрудничества в сфере науки, культуры и образования. Главная цель центра — укрепление положения русской культуры, ознакомление граждан США с российским культурным наследием и современным российским искусством. Для этого проводятся различные выставки, концерты, фестивали с участием ведущих деятелей русской культуры.
Одним из направлений деятельности центра является поддержка изучения русского языка в Америке, улучшение сотрудничества между образовательными учреждениями в странах-партнерах, а также работа с выпускниками Российских вузов .
Одна из важных целей Российского культурного центра — работа с соотечественниками, расширение связей с российской диаспорой за границей.

## Здание центра
Русский культурный центр расположен в центре американской столицы, недалеко от Белого дома, в престижном районе Вашингтона — Калорама.
Здание Центра, выполнено в стиле “модерн” и было построено в 1895 году. Первым владельцем здания была семья Уолш-МакЛейн, владевшая в начале XX века газетой Вашингтон Пост. С именем этой семьи также связана история крупнейшего в мире голубого алмаза Хоупа, который в настоящее время находится в экспозиции Национального музея естественной истории (англ. National Museum of Natural History) в Вашингтоне. В течение XX века здание сменило нескольких владельцев .
В 1957 году здание приобрело Советское правительство. Более 30 лет здесь была школа для детей сотрудников Посольства СССР в США, а затем в течение 5 лет — консульский отдел. После двухлетней реставрации здания, в рамках двустороннего договора России и США, 10 декабря 1999 года состоялось торжественное открытие Российского Культурного Центра.
В здании находится 33 комнаты. На первом этаже здания Российского центра науки и культуры расположены 3 церемониальных зала, которые используются для проведения торжественных мероприятий, концертов, конференций, научных семинаров, выставок и приемов:
- Российско-американский зал, центральным элементом которого является красочное панно “Флаги”, символически изображающее российско-американское сотрудничество;
- Зеркальный зал, который украшен зеркалами, а также портретами Петра I и Екатерины II;
- Московский зал, оформленный в стиле “русского барокко”.

На втором этаже здания расположена Пушкинская библиотека, содержащая более 2 тысяч книг, около 300 фильмов на видеокассетах и DVD, более 100 аудиокниг, а также Космическая библиотека, стены которой украшены фресками, изображающими страницы истории российско-американского сотрудничества в области освоения космоса.
Имеется кабинет русского языка, где проходят групповые и индивидуальные занятия по русскому языку.
На III этаже имеются гостевые номера, где могут располагаться приезжающие с концертами и выставками художники, музыканты из России.
В цокольном этаже расположено помещение «Русская кухня», где проводятся мастер-классы для желающих обучаться приготовлению русских национальных блюд.

## Известные выставки и проекты
- 1993 — Персональная выставка художника Александра Жданова.[5][6]